# Convergència Canària
Convergència Canària (CC) fou un partit polític de les Illes Canàries de caràcter insularista. Es va crear el 1982 amb membres de la UCD canària i es va presentar a les eleccions generals espanyoles de 1982, on va obtenir 25.792 vots (0,12% espanyol). El 1983 adoptà el nom de Convergència Nacionalista Canària i es va presentar a les eleccions autonòmiques canàries de 1983, on va obtenir 24.483 vots (3,96% a Canàries, 8% a la província de Las Palmas) i un escó. A les eleccions autonòmiques canàries de 1987 es presentà com a Unió Canària de Centre (UCC) a Gran Canària i Fuerteventura, en coalició amb el Partit Liberal (PL), però només obté 15.580 vots (2,34%, el 5,18 a les illes on es presenta) i cap escó. Poc després acabaria integrant-se en Coalició Canària.